# Вожнавесь
Вожнавесь (пол. Woźnawieś) — деревня в Граевском повете Подляского воеводства Польши. Входит в состав гмины Райгруд. Находится на реке Егжня примерно в 20 км к востоку от города Граево. Рядом расположен национальный парк Бебжанский. По данным переписи 2011 года, в деревне проживал 531 человек.

## История
Деревня была основана в конце XV века Мацеем Олдаком. В 1807 году в ближайшем лесном хозяйстве работал лесничим Йозеф Сенкевич, дед Генриха Сиенкевича.
Согласно «Списку населенных мест Ломжинской губернии», в 1906 году в деревне Вознавесь проживал 831 человек (428 мужчин и 403 женщины). В конфессиональном отношении большинство население деревни составляли католики (812 человека), остальные — евреи. В административном отношении деревня входила в состав гмины Пруска Щучинского уезда.
В период с 1975 по 1998 годы деревня являлась частью Ломжинского воеводства.